# Brushy Mountains

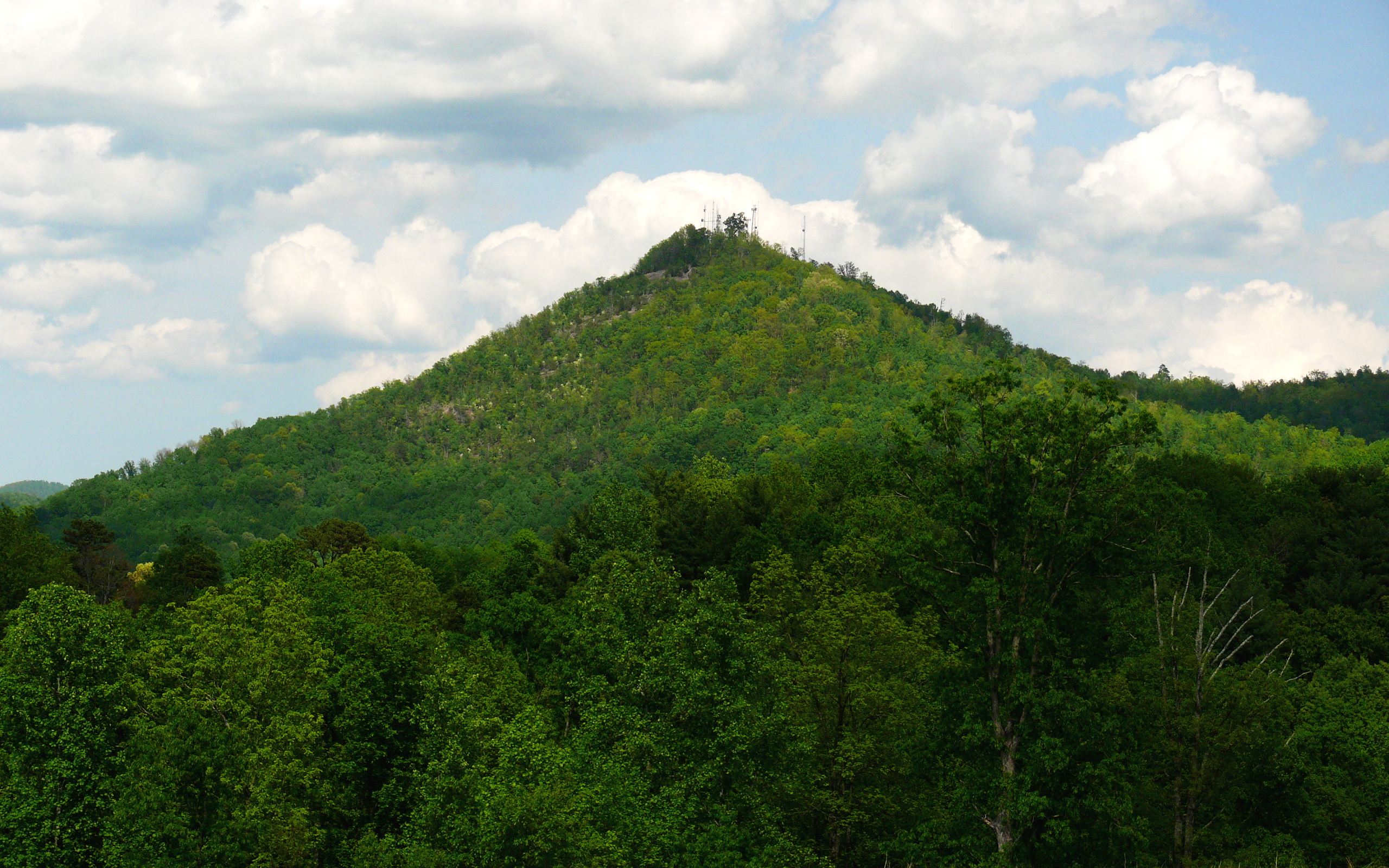
Hibriten Mountain, der letzte Gipfel am südwestlichen Ende der Brushy Mountains

Die Brushy Mountains sind ein Gebirgszug im Nordwesten des Bundesstaates North Carolina an der Ostküste der Vereinigten Staaten. Der stark erodierte Anteil der größeren Blue Ridge Mountains, ein Abschnitt der Appalachen, wird durch den Yadkin River und dessen Tal isoliert von seinem Ursprung isoliert.
Vom Südwesten nach Nordosten trennen die auch Brushies genannten Brushy Mountains zwei der größten Flüsse North Carolinas, den Yadkin und den Catawba River, während sie durch fünf Countys: Caldwell County, Alexander County, Wilkes County, Iredell County und Yadkin County verlaufen. Der Gebirgszug ist nur etwa 6 bis 12 Kilometer breit und zieht sich über eine Länge von über 70 Kilometern mit der höchsten Erhebung, dem Pores Knob, bei 817 Metern über dem Meeresspiegel. Die durchschnittliche Höhe der Brushies liegt zwischen 90 und 250 über dem Meeresspiegel.